# Epsilon Hydrae
Epsilon Hydrae is een drievoudige stelsel in het sterrenbeeld Waterslang. Het systeem bestaat uit drie sterren waarvan twee (Epsilon Hydrae A en B) bij elkaar staan met een omlooptijd van bijna tien dagen. Om deze twee sterren draait nog een derde ster (Epsilon Hydrae C), die een omlooptijd van vijftien jaar heeft ten opzichte van de andere sterren.